# Habitatge al carrer Sant Elm, 15 (Roses)
L'Habitatge al carrer Sant Elm, 15 és una obra de Roses (Alt Empordà) inclosa a l'Inventari del Patrimoni Arquitectònic de Catalunya. Edifici ubicat al centre històric de Roses, en un carrer per a vianants, a segona línia de mar, vora la Rambla Riera dels Ginjolers.

## Descripció
Es tracta d'un edifici plurifamiliar entre mitgeres, que consta de planta baixa (destinada a un ús comercial) i dues plantes pis. La façana, d'estil neoclàssic, es troba ordenada seguint els eixos verticals que marquen les diferents obertures. Alhora, les diferents plantes estan dividides per una ampla cornisa motllurada, que també decora el pis dels dos balcons presents a les plantes superiors. Damunt d'aquestes motllures és present un sòcol arrebossat i pintat de color blanc per planta. Les finestres són totes d'obertura rectangular i estan delimitades per un marc motllurat, arrebossat i pintat com els sòcols anteriors. Els pisos superiors presenten una finestra i un finestral amb sortida a un balcó amb reixa de ferro decorada. La planta baixa presenta la porta d'accés original i un gran finestral quadrat d'accés al local comercial, el qual manté el mateix marc motllurat. La façana es troba coronada per una cornisa motllurada, damunt la qual es recolza una balustrada decorada amb acroteris als extrems i al centre.

## Història
Exemple d'edificació urbana de finals del segle xix principis del segle xx, amb els elements ornamentals de caràcter clàssic.